# Dave Endleman
David „Dave“ Endleman (* 1987 in Greater Sudbury) ist ein kanadischer Biathlet. 
Dave Endleman lebt in Greater Sudbury und startet für Laurentian Nordic Skiing, wo er von Patti Kitler trainiert wird. 2002 begann er mit dem Biathlonsport. Bei den Nordamerikanischen Meisterschaften im Biathlon 2006 teil und wurde Neunter des Sprints und Zehnter der Verfolgung. Er nahm erneut an den Nordamerikanischen Meisterschaften im Biathlon 2009 in Valcartier teil und wurde dort an der Seite von Alexandre Dumond und Alicia Hurley im Mixed-Staffelrennen als Vertretung Ontarios 12. Es waren zugleich die Kanadischen Biathlonmeisterschaften 2009, in deren Rahmen Ontario den sechsten Platz belegte. Daneben betätigt sich Endleman auch als Läufer.

## Belege
1. ↑  Ergebnisse Mixed-Staffel (Memento vom 13. Februar 2014 im Internet Archive) (PDF; 185 kB)
2. ↑  roadraceresults.com

| Personendaten    | Personendaten                     |
| ---------------- | --------------------------------- |
| NAME             | Endleman, Dave                    |
| ALTERNATIVNAMEN  | Endleman, David (wirklicher Name) |
| KURZBESCHREIBUNG | kanadischer Biathlet              |
| GEBURTSDATUM     | 1987                              |
| GEBURTSORT       | Greater Sudbury                   |